# 中山站 (地铁)
中山站是广州地铁18号线南延段（南珠中城际）的一座在建车站，位于广东省中山市火炬开发区国铁中山站枢纽广场的北侧，沿东北向西南敷设。

## 车站结构
本站共设有两层，地下一层为站厅，地下二层为站台。其中，站台全长202米，宽度达26.5米；而外包长度达282.92米，标准宽达37米。车站共设有4个出入口。
| 地下一层 | 站厅                       | 售票機、客服中心、商店、警务室、安检设施 |  |  |
| 地下二层 | 1 站台                     | █18号线 兴中方向（下站：岐江道）         |  |  |
|          | 岛式站台（卫生间、母婴室） |                                          |  |  |
|          | 2 站台                     | █18号线 花城街方向（下站：火炬西）       |  |  |

## 历史
车站于2023年8月24日全面动工，2024年1月27日完成主体围护结构施工，同年12月23日实现主体结构封顶。

## 接驳交通
国铁中山站位于本站东南侧。线路在环评阶段时，本站与国铁中山站规划为站内通道换乘:103-104；惟换乘通道后被取消，需通过地面换乘。预计未来广中珠澳高铁车站建成后，本站再实施通道换乘:103-104。